# Valls Unides
Valls Unides (italià Valli Unite) és un partit polític de la província de Trento creada el 2006 com a associació per Denis Bertolini, antic membre de la Lliga Nord, que demana més competències per a val di Sole, val di Non, Vall de l'Adige, Valli Giudicarie i Vallagarina.
Després de l'assemblea de 25 de maig de 2008 es transformà en partit polític i es presentà a les eleccions regionals de Trentino-Tirol del Sud de 2008, on donà suport al candidat de centredreta Sergio Divina, però obtingué el 2,1% dels vots i cap escó.

## Càrrecs del partio
- President: Denis Bertolini (2006—)
  - Vicepresident: Lorenzo Conci (2006—)
- Secretari: Mirco Zortea (2006—)